# Зальцкоттен
Зальцкоттен (нім. Salzkotten) — місто в Німеччині, знаходиться в землі Північний Рейн-Вестфалія. Підпорядковується адміністративному округу Детмольд. Входить до складу району Падерборн.
Площа — 109,40 км2. Населення становить 25 013 ос. (станом на 31 грудня 2020).